# Mammillaria guerreronis
Mammillaria guerreronis (укр. Мамілярія геррерська, Мамілярія геррероніс) — сукулентна рослина з роду мамілярія (Mammillaria) родини кактусових (Cactaceae).

## Етимологія
Видова назва дана на честь місця зростання цієї мамілярії — штату Герреро.

## Морфологічний опис
Рослини зазвичай ростуть групами.
| Орган              | Опис |
| Коріння            | |
| Стебло             | циліндричне, до 60 см заввишки, в діаметрі 6 см. |
| Епідерміс          | світло-зелений, пізніше сіро-зелений. |
| Маміли             | циліндричні, з водянистим молочним соком. |
| Ареоли             | |
| Аксили             | з коротким пухом і з 15-20 білими щетинками. |
| Центральні колючки | від 2 до 5, спочатку від світло до темно-коричневих, пізніше стають білими, до 25 мм завдовжки, зазвичай 4 верхні прямі, одна найнижча іноді пряма або частіше з гачком, сильніші ніж радіальні колючки. |
| Радіальні колючки  | від 20 до 30, щетинисті, жорсткі, білі, завдовжки 5-10 мм. |
| Квіти              | маленькі, червоні, до 10 мм завдовжки і в діаметрі. |
| Бутони             | |
| Зовнішні пелюстки  | коричневі. |
| Внутрішні пелюстки | |
| Тичинки            | |
| Маточка            | |
| Плоди              | спочатку зеленувато-білі, пізніше стають рожевими або багрянистими. |
| Насіння            | коричневе. |

## Ареал
Ареал зростання — Мексика, штат Герреро, де цей вид є ендемічна флора Мексики. Зростає у великій кількості в глибокій ущелині Zopilote на висоті від 650 до 900 метрів над рівнем моря.

## Охоронні заходи
Mammillaria guerreronis входить до Червоного списку Міжнародного союзу охорони природи видів з найменшим ризиком. Має широке поширення, імовірно великі популяції, чисельність яких не зменшується зі швидкістю, достатньою, щоб претендувати на загрозливий стан.
Цей вид мамілярій охороняється законом у Мексиці, як такий, що входить до національного списку видів, що знаходяться під загрозою зникнення, де він входить до категорії «підлягають особливій охороні».
Охороняється Конвенцією про міжнародну торгівлю видами дикої фауни і флори, що перебувають під загрозою зникнення (CITES).

## Утримання в культурі
В культурі — невибаглива рослина.

Потребує повного і прямого сонячного світла.

Зростає досить повільно.

В культурі цвіте дуже рідко за наявності великої кількості сонячного світла, або в теплиці.

Досить сприйнятлива до холоду — температурний мінімум не нижче 5 градусів тепла, або +7 °C для абсолютної безпеки.